# Зидна лампа
Зидна лампа се причвршћује на зид, и служи углавном за читање и/или осветљење. Зидне лампе обично имају подесиве и покретне носаче ради бољег усмеравања светлости у жељеном правцу. Опремљене су прекидачем за гашење/паљење. 
Зидне лампе могу служити и за постизање угодне атмосфере у просторији. Често поседују регулацију јачине светлости, што омогућава једноставније коришћење лампе ноћу. 
Модерне лампе користе ЛЕД (светлеће диоде) сијалице, које штеде енергију, поуздане су, дуготрајне и имају већу ефикасност од обичне сијалице.
За осветљавање слика окачених по зидовима користе се специјалне зидне лампе – усмерени мали рефлектори, који омогућавају постизање правилног осветљења потребне јачине.
За осветљавање балкона, тераса и башти користе се зидне лампе за отворене просторе, које због тога поседују заштиту од атмосферских падавина. Укључују се из стана или куће, а понекад имају и регулацију паљење/гашење само у случају приступа људи.